# Николај Островски
Николај Алексејевич Островски (рус. Николай Алексеевич Островский; село Вилија, Украјина, 29. септембар 1904 — Москва, СССР, 22. децембар 1936) био је совјетски књижевник социјалистичког реализма, један од најпознатијих за стаљинове ере. Његово најславније дело је аутобиографски роман Како се калио челик у коме је описао Руски грађански рат и совјетску револуцију.

## Живот
Николај је рођен у скромној радничкој породици, кратко основно школовање похађао је у црквеној школи. Након што му се породица преселила у град Шепетовка 1914. мали Николај је почео радити као помоћни радник у кухињи железничке станице, затим као ложач и на крају као електричар.
Ту се приближио бољшевицима и постао њихов активист 1917, али је ту истовремено зарадио - анкилозантни спондилитис, опаку болест која га је касније довела до парализе и слепоће.
По његовој службеној биографији, Островски се придружио локалним бољшевицима у пролеће 1918. када је немачка војска заузела град. У јулу 1918. постао је комсомолац, а већ у августу пријавио се у Црвену армију, постао је борац Коњичке бригаде Котовског. Тад је наводно рањен 1920. поред Лавовa, а оболио је и од тифуса. Након опоравка вратио се у јединицу, да би био поново рањен и трајно отпуштен из војске због здравствених разлога. Интересантно је да сам Островски у својој аутобиографији уопште не наводи да је био војник Црвене армије. Од 1921. ради као електичар на жељезници у Кијеву и постаје секретар месног Комсомола.
Како је боловао од хроничног реуматизма и последица тифуса, у августу 1922. је послан на опоравак у Бердјанск, лечилиште на обали Азовског мора. Од октобра 1922. и службено је проглашен инвалидом, али он и даље ради. Од 1923. постављен је за комесара Наставног батаљона Црвене армије у Берездову (западна Украјина) ту је био и секретар Комсомола. Од јануара 1924. је секретар Изјаславског обласног комитета комсомола, од августа 1924. постао је члан комуниста. Од 1925. његово здравље се стално рапидно погоршавало, због тога је послат на лечење у Харков, а у мају 1926. на Крим. Од децембра 1926. атритис га је приковао за кревет. Од новембра 1927. Николај се уписао на дописни универзитет Свердловског комунистичког универзитета, ког је завршио у јуну 1929. у Москви, али је већ у августу ослепео.
Али непокретност и слепоћа нису га дотукли, па је већ 1930, отпочео писати свој први роман Како се калио челик, који је по изласку постао једно од најутицајнијих дела међу тадашњим комунистима широм света. Пише и бројне чланке по новинама и часописима, и наступа у радио емисијама. Од априла 1932. постао је члан Савеза руских пролетерских писаца, а од јуна 1934. и члан Савеза писаца Совјетског Савеза. За свој књижевни допринос добио је 1. октобра 1935, највише одликовање Совјетског Савеза Орден Лењина.
Године тешке болести ипак су учиниле своје, 22. децембра 1936, у доби од свега 32 године Никола је умро, смрт га је прекинула те није успио завршити своју другу новелу Рађање буре, такође на тему Руског грађанског рата и совјетске револуције.

## Оставштина Островског
За совјетских времена је Островски био култни писац. Након смрти подигнут му је Музеј и Хуманитарни центар Островки у Москви и бројни споменици. По његовом роману Како се калио челик снимљена су три филма, и изведене бројне поозоришне адаптације. Он је дивинизиран као прави пример совјетског човека - који никад не скреће са свог пута, његове речи цитиране су као пример, како треба живети.
| „ |  | ” |
| — Човеково највеће богатство је живот, који му је дан само једном. Зато га треба проживети тако, да се никад не пожали за профућканим годинама срамно проведене прошлости. Треба живети тако, да би се на самрти могло рећи; сав мој живот и сву своју снагу искористио сам за најплеменитији циљ на свету, борбу за ослобађање човека |  |   |

## Галерија слика
- У знак сјећања на Николаја у једном Немачком граду.
- У овој кући је од 1935-1936 живео и радио Николај Островски. Сада је музеј. Тверска улици 14.
- Совјетска поштанска марка посвећена Островском.
- Поштанска марка Совјетског Савеза "50 година од рођења Николаја Островског“.